# باشگاه فوتبال آ.ای.ک
باشگاه فوتبال آ.ای.کُ (انگلیسی: AIK Fotboll) یک باشگاه فوتبال در کشور سوئد است.
این باشگاه که در شهر سولنا قرار دارد، در سال ۱۸۹۱ میلادی تأسیس شده است و سابقه ۱۲ قهرمانی در لیگ فوتبال سوئد و ۸ قهرمانی در جام حذفی فوتبال سوئد در کارنامه دارد.